# Tommy Lawrence
Thomas Johnstone "Tommy" Lawrence (Dailly, Escocia; 14 de mayo de 1940-Warrington, Inglaterra; 9 de enero de 2018) fue un futbolista escocés. Jugó de portero y desarrolló su carrera principalmente en el Liverpool F.C.

## Biografía
Lawrence nació en Dailly, un pueblo localizado en el condado de Ayrshire, al suroeste de Escocia. Siendo un niño, su familia se mudó al Noroeste de Inglaterra.
En febrero de 2015, fue entrevistado en la calle por un periodista de la BBC sin este saber que estaba ante un exfutbolista del Liverpool. Al preguntársele si recordaba el Derbi de Merseyside de la quinta ronda de la FA Cup de 1967, Lawrence respondió: «Sí, lo recuerdo. Jugué ese partido. Yo era el portero del Liverpool».

## Trayectoria

### Liverpool Football Club
En 1957, con 17 años de edad, se unió a las filas del Liverpool Football Club. Debutó con los reds cinco años más tarde, de la mano de Bill Shankly, el 27 de octubre de 1962 ante el West Bromwich Albion en The Hawthorns. 
Desde 1967 compitió por el puesto con un joven Ray Clemence, que había llegado al equipo ese mismo año procedente del Scunthorpe United. Aunque Lawrence se mantuvo como el portero titular, la eliminación a manos del Watford en la sexta ronda de la FA Cup de 1970 le relegó definitivamente al banquillo. Clemence terminó siendo el guardameta titular del Liverpool y Lawrence no volvió a defender la portería de su equipo hasta el 26 de abril de 1971 en Maine Road contra el Manchester City en el que fue su último partido con la camiseta del Liverpool. Disputó un total de 390 encuentros con el conjunto de Anfield.

### Tranmere Rovers Football Club
El 10 de noviembre de 1971 se unió al Tranmere Rovers Football Club. Allí permaneció hasta su retirada en el año 1974. Tras dejar el fútbol volvió a su trabajo en la fábrica Rylands como controlador de calidad.

## Selección nacional
Fue internacional con la selección de fútbol de Escocia en tres ocasiones. Debutó el 3 de junio de 1963 en un encuentro amistoso ante Irlanda en el Dalymount Park de Dublín, que acabó 1-0 a favor del combinado irlandés. No volvió a jugar con Escocia hasta casi seis años después para enfrentarse a la selección de Alemania Federal en un partido de clasificación para el Mundial de 1970. En su última aparición con la selección escocesa, el 27 de mayo de 1969, chocó con el larguero y tuvo que ser retirado del terreno de juego.

### Partidos internacionales
| Núm. | Fecha               | Lugar                    | Rival            | Resultado | Competición                |
| ---- | ------------------- | ------------------------ | ---------------- | --------- | -------------------------- |
| 1    | 3 de junio de 1963  | Dalymount Park, Irlanda  | Irlanda          | 1-0       | Amistoso                   |
| 2    | 16 de abril de 1969 | Hampden Park, Escocia    | Alemania Federal | 1-1       | Clasificación Mundial 1970 |
| 3    | 27 de mayo de 1969  | Racecourse Ground, Gales | Gales            | 3-5       | British Home Championship  |

## Palmarés

### Títulos nacionales
| Título         | Club      | País       | Año     |
| -------------- | --------- | ---------- | ------- |
| First Division | Liverpool | Inglaterra | 1963-64 |
| Charity Shield | Liverpool | Inglaterra | 1964    |
| FA Cup         | Liverpool | Inglaterra | 1965    |
| Charity Shield | Liverpool | Inglaterra | 1965    |
| First Division | Liverpool | Inglaterra | 1965-66 |
| Charity Shield | Liverpool | Inglaterra | 1966    |